# Giancarlo Marocchi
Giancarlo Marocchi (ur. 4 lipca 1965 w Imoli) – włoski piłkarz. Występował na pozycji środkowego pomocnika.
W czasie swojej kariery występował w Bologna FC (1982–1988, 1996–2000) i w Juventusie (1988–96). W latach 1988–1991 zaliczył 11 występów dla reprezentacji Włoch i był w kadrze na mundial, na którym Włosi zajęli III miejsce. W 18 sezonach w zawodowej karierze przekroczył liczbę 500 meczów ligowych, w których zdobył 33 gole; 287 występów dla Bologna F.C. (18 goli) i 213 dla Juventusu (15 goli). W Serie A wystąpił w 329 meczach i strzelił 20 goli.